# Lachnus quercihabitans
Lachnus quercihabitans är en insektsart som beskrevs av Takahashi, R. 1924. Lachnus quercihabitans ingår i släktet Lachnus och familjen långrörsbladlöss. Inga underarter finns listade i Catalogue of Life.